# Johan Baudart
 (avril 2020).
Si vous disposez d'ouvrages ou d'articles de référence ou si vous connaissez des sites web de qualité traitant du thème abordé ici, merci de compléter l'article en donnant les références utiles à sa vérifiabilité et en les liant à la section « Notes et références ».
Johan Baudart, né en 1961 à Tournai (Belgique), est un sculpteur, graveur et peintre belge.

## Biographie
De 1980 à 1982, Johan Baudart étudie la  sculpture à l’Académie des beaux-arts de Tournai, il complète sa formation de 1982 à 1984, et étudie la sculpture monumentale  à l'Académie de La Cambre à Bruxelles, et suit un apprentissage aux forges de Thieusies (Belgique) et à l'Atelier Pakeshof, fonderie d'Art à Alost (Bruxelles).
Début 1989, il ouvre sa propre fonderie pour réaliser ses œuvres personnelles et collabore avec de nombreux artistes à la réalisation de leurs sculptures. En 1990, il est chargé de cours à l'Académie royale des beaux-arts de Mons, ou il prodigue des cours de techniques de moulage et de fonderie. Il participe  en tant que professeur à l'Académie internationale d'été de Libramont en 1998 et devient assistant de supervision aux Ateliers des arts du feu de Bois Duluc en 2002. Depuis 2006, il professe la sculpture (métal, pierre et bois) aux Métiers d’art du Hainaut à Mons. Il collabore en 2008 avec la galerie Qu-Art à Bruxelles et, en 2009, avec la galerie Ode to Art à Singapour (Malaisie). Depuis le début de l'année 2010, il fait partie des artistes permanents de l'agence Virgule Agency de Marie Laranjeira à Paris[source insuffisante].

## Expositions

### Personnelles
- 1987 : Triennale de sculpture, Atelier 340 de Jette, Bruxelles.
- 1987 : Triennale des jeunes artistes du Hainaut, musée des beaux-arts de Mons.
- 1987 : ordre du Mérite belgo-hispanique.
- 1987 : galerie Fred Lanzenberg, Bruxelles.
- 1987 : Analogies ll, Maison de la Culture de Namur.
- 1987 : galerie Traject, Utrecht.
- 1991 : galerie Fred Lanzenberg, Bruxelles
- 1991 : « Découvertes » Grand Palais, Paris (galerie Fred Lanzenberg).
- 1992 : galerie Henry Buissière, Paris.
- 1994 : galerie African Art
- 1994 : galerie Fred Lanzenberg, Bruxelles.
- 1995 : galerie Robert & Partners, Knokke.
- 1996 : galerie Bernard Cats, Bruxelles.
- 1998 : galerie Bastien-Art, Bruxelles.
- 2001 : « In House », Bruxelles.
- 2001 : galerie Bastien-Art, Bruxelles.
- 2001 : mairie d’Arles.
- 2002 : L’Art en Mire, musée des beaux-arts de Mons.
- 2002 : « Town Hall » , Arles.
- 2004 : œuvres monumentales, ferme-château du Sart, Liège.
- 2005 : square Armand Steurs, Bruxelles.
- 2005 : galerie Atmosphera, Courtrai.
- 2005 : peintures et sculptures, ferme-château du Sart, Liège.
- 2006 : galerie Bastien-Art, Bruxelles.
- 2006 : galerie Guillaume, Paris.
- 2007 : galerie Atmosphera (Heule) : sculpture et peinture.
- 2008 : œuvres monumentales, centre ville de Ittre[2].
- 2008 : œuvres monumentales, square Armand Steurs, Bruxelles.
- 2009 : Racine, peintures et sculptures, galerie Atmosfera, Heule, Belgique.
- 2011 : Galerie Mylenarts, " Sculptures et Dessins" (23 mai- 25 juin), Sombreffe, Belgique.
- 2011 : Galerie Devillez Bruxelles  "Autour du vide, l'essence du vent..." 18 novembre au 17 décembre
- 2012 : Pavillon du Centenaire - ArcelorMittal  "LES LABYRINTHES INTERIEURS"  situé dans les « Nonnewisen » à  Esch/Alzette, Luxembourg, du  29 novembre 2012 au 6 janvier 2013
- 2013 : Museumstraat 25. Antwerpen. Belgique " La poétique du vide" du  3 au 27 octobre.
- 2013 : Schiller Art Gallery, "LES LABYRINTHES INTERIEURS 2013 - 2014", Bruxelles.
- 2015 : Galerie Bastien-Art, Bruxelles. "Retour aux sources"  du 23 avril - 30 mai

### Collectives
- 1982 : Triennale de sculpture, Atelier 340 de Jette, Bruxelles.
- 1985 : Triennale des jeunes artistes du Hainaut, musée des beaux-arts de Mons.
- 1987 : ordre du Mérite belgo-hispanique.
- 1990 : galerie Fred Lanzenberg, Bruxelles.
- 1992 : « Analogies ll » , Maison de la Culture de Namur.
- 1993 : Foire d’art « Jeunes galeries », Robert & Partners.
- 1993 : « Signes et formes », galerie Henry Buissière, Paris.
- 1993 : galerie Henry Buissière, Paris.
- 1995 : Foire de Cologne (galerie Bernard Cats).
- 1996 : FIAC, Paris (galerie Bernard Cats).
- 1996 : Foire de Bâle (galerie Bernard Cats).
- 1998 : Musée des Beaux-Arts de Mons.
- 1999 : International Gallery, Lasnes.
- 1999 : Du noir au blanc pendant cent ans, galerie Bastien-Art.
- 1999 : Art Brussels, galerie Bastien-Art.
- 2000 : Maison communale, Eugies.
- 2000 : International Gallery, Lasnes.
- 2000 : sculptures, galerie Bastien-Art, Bruxelles.
- 2001 : Art Brussels, (galerie Bastien-Art).
- 2002 : Art Brussels (galerie Bastien-Art).
- 2004 : l'atelier d’architecture Agora, avec le photographe plasticien Mehdi Clemeur
- 2005 : Des hommes et du métal, ferme-château du Sart, Liège.
- 2006 : City Sonic, Mons.
- 2006 : Arsenal de Maubeuge.
- 2007 : Aréopage, ferme du Prince, Jurbise.
- 2007 : Foire de Cologne (galerie Bastien-Art)
- 2007 : square Armand Steurs, Bruxelles.
- 2008 : peinture et sculpture, Arsenal de Maubeuge.
- 2009 : Confrontation, galerie Bastien-Art, Bruxelles, sculptures et peintures.
- 2009 : Espace Pierre Cardin - Johan Baudart et John Conley, octobre 2009 Paris
- 2010 : Art Cannes - Salon d'Art Contemporain (du 22 au 25 avril 2010) Palm Beach Casino  Cannes
- 2012 : Sculpture " 2012", (15 septembre - 7 octobre), Saint-Josse-Ten-Noode, Belgique
- 2013 : Sculpture Link Knokke, Art Nocturne Knocke, (du 18 juin - 18 août) Knokke- Heist, Belgique

## Collections publiques

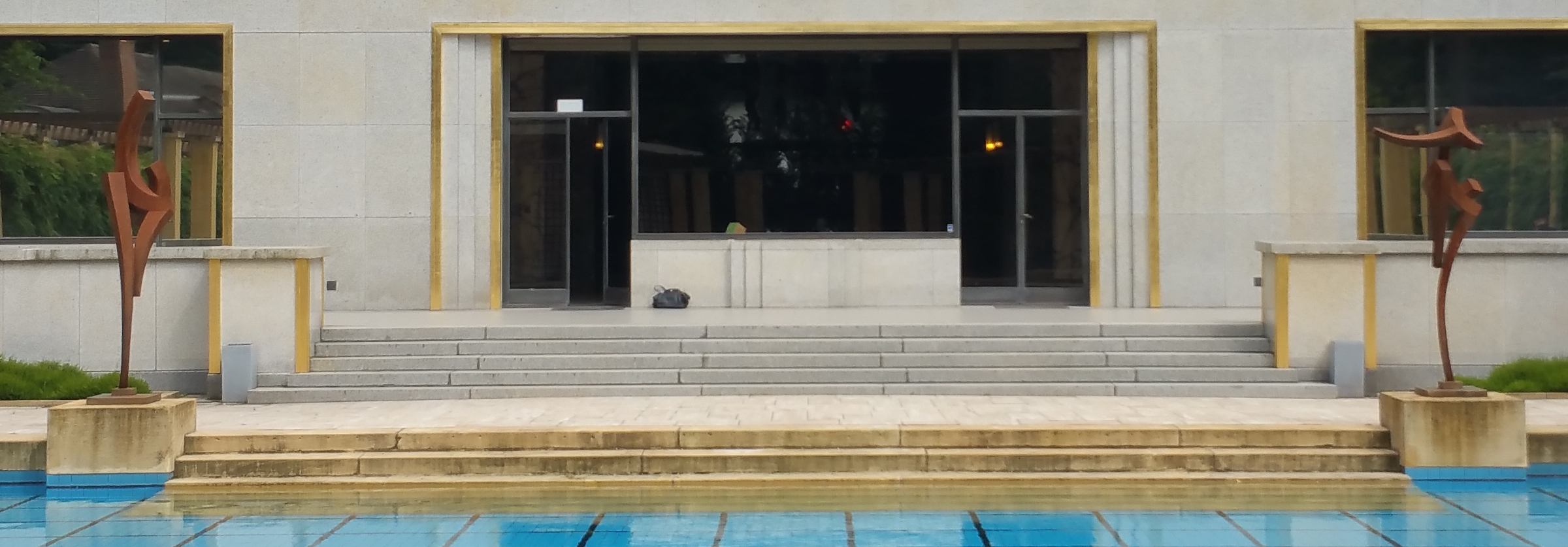
Détail Villa Empain Piscine sculpture Baudart

- Bruxelles, Villa Empain, Fondation Boghossian, bord de la piscine de la villa) deux sculptures "L'appel"
- Bruxelles, Aéroport de Bruxelles (hall d'embarquement) "L'envol du couple"
- Province de Hainaut
- Ville de Binche, Belgique : sculpture monumentale, au milieu du giratoire des routes N55 et N563, "A la Renverse", de Johan Baudart (2004).
- Ville de Mons "Hymne à la liberté"
- Auberge de jeunesse, Mons "La culbute"
- Ville d'Ath
- Musée du petit format, Nismes, Belgique
- Musée d'art de Tel Aviv, Israël
- Société Mer du Nord Bruxelles, Belgique
- Société Batenborch Vilvorde, Belgique
- Arcelor Mittal, Pavillon du Centenaire, Esch-sur-Alzette, Luxembourg
- Ville de  Esch-sur-Alzette, Luxembourg : Place de Lodève.